# Mamesh Khān
Mamesh Khān (persiska: ممش خان) är en ort i Iran.   Den ligger i provinsen Västazarbaijan, i den nordvästra delen av landet, 700 km nordväst om huvudstaden Teheran. Mamesh Khān ligger 2 027 meter över havet och antalet invånare är 261.
Terrängen runt Mamesh Khān är kuperad åt nordost, men åt sydväst är den bergig. Runt Mamesh Khān är det ganska tätbefolkat, med 75 invånare per kvadratkilometer. Närmaste större samhälle är Kāpūt, 17,1 km nordväst om Mamesh Khān. Trakten runt Mamesh Khān består i huvudsak av gräsmarker.